# Héctor Lombard
Héctor Miguel Lombard Pedrosa (nacido el 2 de febrero de 1978) es un judoca olímpico y artista marcial mixto australiano de origen cubano retirado. Compitió en la categoría de peso wélter en promociones como PRIDE FC, Bellator MMA, Ultimate Fighting Championship, Eagle FC y recientemente Global Fight League. Anterior a su fichaje por GFL, había competido en Bare Knuckle Fighting Championship.

## Carrera de artes marciales mixtas
Lombard es cinturón negro de cuarto grado en Judo y excompetidor olímpico de Judo de Cuba. Lombard actualmente entrena en el famoso centro de American Top Team en Coconut Creek, Florida. Marcus "Conan" Silveira (entrenador jefe de ATT) otorgó a Lombard el cinturón negro en Jiu-jitsu brasileño tras su victoria en el CFC 12.

### Ultimate Fighting Championship
Se confirmó el 24 de abril de 2012, que Lombard había firmado con la UFC, evitando así su mandato de revancha en Bellator con Alexander Shlemenko.
Lombard se esperaba que hiciera su debut contra Brian Stann el 4 de agosto de 2012 en UFC on Fox 4. Sin embargo, Stann fue obligado a salir de la pelea alegando una lesión en el hombro. A su vez, Lombard fue sacado de la tarjeta y en su lugar se enfrentó a Tim Boetsch el 21 de julio de 2012 en UFC 149, reemplazando al lesionado Michael Bisping. Lombard perdió en su debut de UFC por decisión dividida.
El 15 de diciembre de 2012, Lombard se enfrentó a Rousimar Palhares en UFC on FX 6. Lombard ganó la pelea por nocaut en la primera ronda.
Lombard fue derrotado por Yushin Okami en UFC on Fuel TV 8 el 3 de marzo de 2013 por decisión dividida.

#### Baja al peso wélter
Lombard bajo a la división de peso wélter para enfrentarse a Nate Marquardt el 19 de octubre de 2013 en UFC 166. Lombard derrotó a Marquardt por nocaut en la primera ronda.
Lombard se enfrentó a Jake Shields el 15 de marzo de 2014 en UFC 171. Lombard ganó la pelea por decisión unánime.
El 3 de enero de 2015, Lombard se enfrentó a Josh Burkman en UFC 182. Lombard ganó la pelea por decisión unánime. El 23 de marzo de 2015, se dio a conocer la suspensión de un año y una multa de $53,000 por su positivo de anabólicos de testosterona.
El 20 de marzo de 2016, Lombard regresó de su suspensión y se enfrentó a Neil Magny en UFC Fight Night 85. Lombard perdió la pelea por nocaut técnico en la tercera ronda.

#### Regreso al peso mediano y racha de derrotas
Lombard se enfrentó a Dan Henderson el 4 de junio de 2016 en UFC 199. Lombard perdió la pelea por nocaut en la segunda ronda.
Se esperaba que Lombard se enfrentara a Brad Tavares el 28 de enero de 2017 en UFC on Fox 23. Sin embargo, la pelea fue cancelada el 10 de enero debido a razones no reveladas. Lombard fue rápidamente reprogramado y se enfrentó a Johny Hendricks el 19 de febrero de 2017 en UFC Fight Night 105. Perdió la pelea por decisión unánime.
Lombard se enfrentó a Anthony Smith el 16 de septiembre de 2017 en UFC Fight Night 116. Perdió la pelea vía TKO en la tercera ronda.
Lombard se enfrentó a C.B. Dollaway el 3 de marzo de 2018 en UFC 222. Al final de la primera ronda, Lombard conectó dos golpes después del timbre, lo que le dio a Dolloway una sospecha de conmoción cerebral y le impidió continuar. Lombard fue descalificado por los golpes después de la campana.
Lombard se enfrentó a Thales Leites el 22 de septiembre de 2018 en UFC Fight Night 137. Perdió la pelea por decisión unánime.

### Eagle FC
Lombard se enfrentó a Thiago Silva el 20 de mayo de 2022 en Eagle FC 48. Tras derribar a Silva en el primer asalto, Lombard fue derribado en el segundo, antes de recibir un rodillazo ilegal que le impidió continuar. Como resultado, la pelea fue declarada sin resultado.

### Global Fight League
El 11 de diciembre de 2024, se anunció que Lombard firmó con Global Fight League.

## Campeonatos y logros

### Artes marciales mixtas
- Bellator MMA
  - Campeón de Peso Medio de Bellator (Una vez, el primero)
  - Torneo de Peso Medio de Bellator (Campeón)
  - Récord del KO más rápido (0:06)

- Cage Fighting Championship
  - Campeón de Peso Medio (Una vez, el primero)
  - Más defensas consecutivas del título (7)

- Australian Fighting Championship
  - Campeón de Peso Medio (Una vez, el primero)

- Xtreme Fighting Championships
  - Campeón de Peso Semipesado (Una vez; el primero)

## Récord en artes marciales mixtas
| Resultado     | Récord      | Oponente              | Método                              | Evento                               | Fecha                    | Ronda | Tiempo | Localización                | Notas |
| ------------- | ----------- | --------------------- | ----------------------------------- | ------------------------------------ | ------------------------ | ----- | ------ | --------------------------- | --- |
| Derrota       | 34–10–1 (2) | Thales Leites         | Decisión (unánime)                  | UFC Fight Night: Santos vs. Anders   | 22 de septiembre de 2018 | 3     | 5:00   | Sao Paulo, Brasil           | |
| Derrota       | 34–9–1 (2)  | C.B. Dollaway         | Descalificación (golpes ilegales)   | UFC 222                              | 3 de marzo de 2018       | 1     | 5:00   | Las Vegas, Nevada           | |
| Derrota       | 34–8–1 (2)  | Anthony Smith         | TKO (golpes)                        | UFC Fight Night: Rockhold vs. Branch | 16 de septiembre de 2017 | 3     | 2:33   | Pittsburg, Pensilvania      | |
| Derrota       | 34–7–1 (2)  | Johny Hendricks       | Decisión (unánime)                  | UFC Fight Night: Lewis vs. Browne    | 19 de febrero de 2017    | 3     | 5:00   | Halifax, Nueva Escocia      | |
| Derrota       | 34–6–1 (2)  | Dan Henderson         | KO (codazo y golpes)                | UFC 199                              | 4 de junio de 2016       | 2     | 1:27   | Inglewood, California       | Regreso al peso mediano. |
| Derrota       | 34–5–1 (2)  | Neil Magny            | TKO (golpes)                        | UFC Fight Night: Hunt vs. Mir        | 20 de marzo de 2016      | 3     | 0:26   | Brisbane                    | |
| Sin resultado | 34–4–1 (2)  | Josh Burkman          | Sin resultado                       | UFC 182                              | 3 de enero de 2015       | 3     | 5:00   | Las Vegas, Nevada           | Originalmente victoria por decisión unánime; resultado cambiado después de que Lombard diera positivo por altos niveles de testosterona. |
| Victoria      | 34–4–1 (1)  | Jake Shields          | Decisión (unánime)                  | UFC 171                              | 15 de marzo de 2014      | 3     | 5:00   | Dallas, Texas               | |
| Victoria      | 33–4–1 (1)  | Nate Marquardt        | KO (golpes)                         | UFC 166                              | 19 de octubre de 2013    | 1     | 1:48   | Houston, Texas              | Debut en peso wélter. |
| Derrota       | 32–4–1 (1)  | Yushin Okami          | Decisión (dividida)                 | UFC on Fuel TV: Silva vs. Stann      | 3 de marzo de 2013       | 3     | 5:00   | Saitama                     | |
| Victoria      | 32–3–1 (1)  | Rousimar Palhares     | KO (golpes)                         | UFC on FX: Sotiropoulos vs. Pearson  | 15 de diciembre de 2012  | 1     | 3:38   | Queensland                  | |
| Derrota       | 31–3–1 (1)  | Tim Boetsch           | Decisión (dividida)                 | UFC 149                              | 21 de julio de 2012      | 3     | 5:00   | Calgary                     | |
| Victoria      | 31–2–1 (1)  | Trevor Prangley       | TKO (golpes)                        | Bellator 58                          | 19 de noviembre de 2011  | 2     | 1:06   | Hollywood, Florida          | |
| Victoria      | 30–2–1 (1)  | Jesse Taylor          | Sumisión (heel hook)                | AFC 12                               | 3 de septiembre de 2011  | 2     | 1:26   | Melbourne                   | Ganó el Campeonato Inaugural de Peso Medio de AFC.                                                                                       |
| Victoria      | 29–2–1 (1)  | Falaniko Vitale       | KO (golpe)                          | Bellator 44                          | 14 de mayo de 2011       | 3     | 0:54   | Atlantic City, Nueva Jersey | Pelea sin título en juego. |
| Victoria      | 28–2–1 (1)  | Joe Doerksen          | TKO (parada médica)                 | CFC 16                               | 25 de marzo de 2011      | 1     | 4:13   | Sídney                      | Defendió el Campeonato de Peso Medio de CFC.                                                                                             |
| Victoria      | 27–2–1 (1)  | Alexander Shlemenko   | Decisión (unánime)                  | Bellator 34                          | 28 de octubre de 2010    | 5     | 5:00   | Hollywood, Florida          | Defendió el Campeonato de Peso Medio de Bellator.                                                                                        |
| Victoria      | 26–2–1 (1)  | Herbert Goodman       | KO (golpes)                         | Bellator 24                          | 12 de agosto de 2010     | 1     | 0:38   | Hollywood, Florida          | Pelea sin título en juego. |
| Victoria      | 25–2–1 (1)  | Jay Silva             | KO (golpes)                         | Bellator 18                          | 13 de mayo de 2010       | 1     | 0:06   | Monroe, Louisiana           | |
| Victoria      | 24–2–1 (1)  | Art Santore           | TKO (parada médica)                 | CFC 12                               | 12 de marzo de 2010      | 1     | 4:23   | Sídney                      | Defendió el Campeonato de Peso Medio de CFC.                                                                                             |
| Victoria      | 23–2–1 (1)  | Joey Gorczynski       | Decisión (unánime)                  | G-Force Fights                       | 4 de febrero de 2010     | 3     | 5:00   | Miami, Florida              | Pelea de peso semipesado. |
| Victoria      | 22–2–1 (1)  | Kalib Starnes         | Sumisión (golpes)                   | CFC 11                               | 20 de noviembre de 2009  | 1     | 1:55   | Sídney                      | Defendió el Campeonato de Peso Medio de CFC.                                                                                             |
| Victoria      | 21–2–1 (1)  | Jared Hess            | TKO (parada médica)                 | Bellator 12                          | 19 de junio de 2009      | 4     | 1:41   | Hollywood, Florida          | |
| Victoria      | 20–2–1 (1)  | Damien Stelly         | KO (golpe)                          | Bellator 9                           | 29 de mayo de 2009       | 1     | 2:56   | Monroe, Louisiana           | |
| Victoria      | 19–2–1 (1)  | Virgil Lozano         | KO (golpe)                          | Bellator 3                           | 17 de abril de 2009      | 1     | 1:10   | Norman, Oklahoma            | |
| Victoria      | 18–2–1 (1)  | Ron Verdadero         | TKO (suplex y golpes)               | CFC 7                                | 20 de febrero de 2009    | 1     | 0:20   | Sídney                      | Defendió el Campeonato de Peso Medio de CFC.                                                                                             |
| Victoria      | 17–2–1 (1)  | Brian Ebersole        | Sumisión (lesión en la rodilla)     | CFC 5                                | 12 de septiembre de 2008 | 4     | 1:56   | Sídney                      | Defendió el Campeonato de Peso Medio de CFC.                                                                                             |
| Victoria      | 16–2–1 (1)  | Fabiano Capoani       | KO (codazos)                        | CFC 4                                | 23 de mayo de 2008       | 2     | 0:23   | Sídney                      | Defendió el Campeonato de Peso Medio de CFC.                                                                                             |
| Victoria      | 15–2–1 (1)  | Tristan Yunker        | KO (rodillazos)                     | CFC 3                                | 15 de febrero de 2008    | 1     | 3:10   | Sídney                      | Defendió el Campeonato de Peso Medio de CFC.                                                                                             |
| Victoria      | 14–2–1 (1)  | Damir Mihajlovic      | Decisión (unánime)                  | Serbia vs. Australia                 | 21 de diciembre de 2007  | 3     | 5:00   | Australia                   | |
| Victoria      | 13–2–1 (1)  | Jean-François Lenogue | Decisión (unánime)                  | CFC 2                                | 23 de noviembre de 2007  | 3     | 5:00   | Sídney                      | Ganó el Campeonato inaugural de Peso Medio de CFC.                                                                                       |
| Victoria      | 12–2–1 (1)  | Tatsuya Kurisu        | TKO (golpes y patada de fútbol)     | X-Agon 2                             | 2 de noviembre de 2007   | 1     | 0:48   | Sídney                      | |
| Empate        | 11–2–1 (1)  | Kyle Noke             | Empate                              | CFC 1                                | 28 de julio de 2007      | 3     | 5:00   | Sídney                      | |
| Victoria      | 11–2 (1)    | Fabio Galeb           | KO (golpe)                          | OFC 1                                | 19 de mayo de 2007       | 1     | 3:24   | Sídney                      | |
| Victoria      | 10–2 (1)    | Yusaku Tsukumo        | Decisión (unánime)                  | WR 9                                 | 12 de mayo de 2007       | 3     | 5:00   | Queensland                  | |
| Victoria      | 9–2 (1)     | James Te-Huna         | Sumisión verbal (lesión)            | WR 8                                 | 23 de marzo de 2007      | 1     | 3:50   | Sídney                      | |
| Victoria      | 8–2 (1)     | Eiji Ishikawa         | KO (golpe)                          | DEEP 28                              | 16 de febrero de 2007    | 1     | 0:50   | Bunkyo                      | |
| Derrota       | 7–2 (1)     | Gegard Mousasi        | Decisión (unánime)                  | PRIDE Bushido 13                     | 5 de noviembre de 2006   | 2     | 5:00   | Yokohama                    | PRIDE GP 2006 de Peso Wélter (pelea alternativa).                                                                                        |
| Victoria      | 7–1 (1)     | Jae-young Kim         | Sumisión (armbar)                   | Spirit MC 9                          | 8 de octubre de 2006     | 1     | 1:36   | Seúl                        | |
| Victoria      | 6–1 (1)     | Michael Ravenscroft   | Decisión (unánime)                  | Dojo KO                              | 22 de julio de 2006      | 3     | 5:00   | Melbourne                   | |
| Derrota       | 5–1 (1)     | Akihiro Gono          | Decisión (unánime)                  | PRIDE Bushido 11                     | 4 de junio de 2006       | 2     | 5:00   | Saitama                     | PRIDE GP 2006 de Peso Wélter (ronda de apertura).                                                                                        |
| Victoria      | 5–0 (1)     | Mathew Toa            | Sumisión (armbar)                   | UP                                   | 1 de abril de 2006       | 1     | 0:36   | Queensland                  | |
| Victoria      | 4–0 (1)     | Daiju Takase          | KO (golpe)                          | X-plosion 13                         | 18 de marzo de 2006      | 1     | 4:40   | Queensland                  | |
| Victoria      | 3–0 (1)     | David Frendin         | KO (golpe)                          | XFO 10                               | 3 de marzo de 2006       | 1     | 0:52   | Queensland                  | Ganó el Campeonato inaugural de Peso Semipesado de XFC.                                                                                  |
| Victoria      | 2–0 (1)     | Adam Bourke           | Sumisión (toe hold)                 | XFC 9                                | 26 de noviembre de 2005  | 1     | 1:44   | Queensland                  | |
| Sin resultado | 1–0 (1)     | Chris Brown           | Sin resultado (cabezazo accidental) | WR 3                                 | 12 de marzo de 2005      | 1     |        | Brisbane                    | Brown fue noqueado por un cabezazo accidental.                                                                                           |
| Victoria      | 1–0         | Michael Grunindike    | Decisión (unánime)                  | SRF 11                               | 26 de septiembre de 2004 | 2     | 5:00   | Queensland                  | |